# Rumex subtrilobus
Rumex subtrilobus är en slideväxtart som beskrevs av Pierre Edmond Boissier. Rumex subtrilobus ingår i släktet skräppor, och familjen slideväxter. Inga underarter finns listade i Catalogue of Life.